# Friedrich Schütze (Orgelbauer)
Friedrich Schütze (* 1808 in Dessau; † unbekannt) war ein deutscher Orgelbauer, der auch in Belgien und Frankreich tätig war.

## Leben
Friedrich Schütze ließ sich im Orgelbau von Eduard Zuberbier in seiner Geburtsstadt und später von Eberhard Friedrich Walcker ausbilden. Er war von 1838 bis 1847 bei Josef Merklin (1766–1857) in Wiehre tätig, heiratete dessen Tochter und wurde Teilhaber an der Firma. Anschließend ging er zu seinem Schwager Joseph Merklin nach Brüssel und wurde dessen Teilhaber. Der Betrieb firmierte daraufhin als Merklin-Schütze. Die Firmeninhaber übernahmen 1855 die Firma Ducroquet in Paris, führten sie als eine Filiale der Stammfirma weiter und gründeten 1865 in Lyon einen weiteren Zweigbetrieb. Später machte er sich Friedrich Schütze in Brüssel selbstständig.